# Episodi di Aqua Teen Hunger Force (sesta stagione)
La sesta stagione della serie televisiva Aqua Teen Hunger Force, composta da 10 episodi, è stata trasmessa negli Stati Uniti, da Adult Swim, dal 29 marzo al 31 maggio 2009.
In Italia la stagione è inedita.
| n° | Titolo originale                   | Prima TV USA   |
| -- | ---------------------------------- | -------------- |
| 1  | Gene E.                            | 29 marzo 2009  |
| 2  | Shake Like Me                      | 5 aprile 2009  |
| 3  | She Creature                       | 12 aprile 2009 |
| 4  | Chick Magnet                       | 19 aprile 2009 |
| 5  | The Creature from Plaque Lagoon    | 26 aprile 2009 |
| 6  | Time Machine                       | 3 maggio 2009  |
| 7  | 2-And-a-Half-Star Wars Out of Five | 10 maggio 2009 |
| 8  | Fry Legs                           | 17 maggio 2009 |
| 9  | Der Inflatable Fuhrer              | 24 maggio 2009 |
| 10 | Last Last One Forever and Ever     | 31 maggio 2009 |

## Gene E.
- Titolo originale: Gene E.
- Scritto da: Dave Willis e Matt Maiellaro

### Trama
Mentre gli Aqua Teen vanno alla ricerca di oggetti di valore in una discarica, i tre trovano un genio dentro una bottiglia di grappa. Il genio, vestito con degli stivali e con della biancheria intima sporca, promette ai tre di concedere dei desideri riguardo al cibo. Frullo, Fritto e Polpetta portano il genio a casa, dove scoprono che in realtà è un alcolizzato senzatetto che non può esaudire desideri a parte far rendere invisibile le persone, senza mai però riuscire a farle riapparire. Fritto si arrabbia con il genio e lo rinchiude in un barattolo e Polpetta, dimenticandosi di fare dei fori nel coperchio del barattolo, lo fa soffocare. Fritto progetta un piano contro l'invisibilità secondo il quale deve arrivare alla ghiandola del genio, ma più tardi, una volta tagliato il corpo del genio, si rende conto di non avere idea di come fare. Intanto, da sotto il letto sbuca misteriosamente il loro vicino Carl che ha le stesse piccole dimensioni del genio. Lui e Frullo cospirano per intrufolarsi in un bagno per filmare delle donne, ma Frullo spaventa le donne con le sue buffonate. Poco dopo, Frullo scarica accidentalmente il piccolo Carl nel gabinetto. Nel frattempo, Fritto sta facendo delle ricerche su internet e scopre che i geni a volte "trasformano gli altri in piccoli geni in modo tale che possano avere qualcuno con cui ubriacarsi". Capendo che questo è probabilmente quello che è successo a Carl, chiede a Frullo dove è andato, dal momento che adesso sa il rimedio per farli tornare nuovamente visibili. Dopo che Frullo ha ammesso di averlo scaricato in un gabinetto, i tre decidono di cercarlo nelle fogne, dove trovano il suo corpo senza vita. Ripensando quindi che saranno costretti a rimanere invisibile per il resto della loro vita, i tre indossano della biancheria intima per dare visibilità e discutono del loro futuro abbigliamento intimo. Nel frattempo, il piccolo Carl, ancora vivo, viene trascinato da delle formiche in un formicaio, dove viene apparentemente mangiato vivo.
- Guest star: Kim Manning (donna nel bagno), Vanessa Palacios (donna nel bagno).

## Shake Like Me
- Frullo stereotipato come un uomo di coloreTitolo originale: Shake Like Me

Frullo stereotipato come un uomo di colore

- Scritto da: Dave Willis e Matt Maiellaro

### Trama
Frullo viene morso da un uomo di colore radioattivo e diventa nero. Polpetta e Fritto cercano quindi di invertire il meccanismo che lo ha fatto diventare così, tuttavia, dopo un confronto con Boxy Brown, Frullo deve scegliere tra ripristinare il suo vecchio se stesso o abbracciare il suo nuovo stile di vita nero che gli ha dato nuovi talenti.
- Guest star: Dana Swanson (acquirente della spesa).
- Note: Nel giugno 2020, l'episodio è stato rimosso da HBO Max per "sensibilità culturali".[1][2]

## She Creature
- Titolo originale: She Creature
- Scritto da: Dave Willis, Matt Maiellaro, John Brestan e Lear Bunda

### Trama
Uno strano mostro sta abitando la piscina di Carl e gli Aqua Teen tentano di arrivare in fondo al mistero. Si scoprirà essere una sirena cui le piace impegnarsi in rapporti sessuali con Carl, Fritto e Polpetta, i quali, per qualche strano motivo, esplodono a causa del fatto che sono stati ingravidati dalla sirena. Nel frattempo, Frullo, nonostante abbia cercato di descrivere il suo presunto incontro sessuale con la sirena a tutti anche se erano morti, non esplode.
- Guest star: Vincent Pastore (Terry), Steve Schirripa (socio di Terry), Dana Swanson (Sirena).

## Chick Magnet
- Titolo originale: Chick Magnet
- Scritto da: Dave Willis e Matt Maiellaro

### Trama
Frullo ordina letteralmente del "pollo magnetico". In seguito si rendono conto che il dispositivo non funziona correttamente per qualche motivo, anche se mette in evidenza il lato femminile di Carl e dei tre Aqua Teen. Verso la fine dell'episodio, il magnete inizia finalmente a funzionare correttamente e migliaia di donne vengono letteralmente risucchiate dal nulla e attaccate al magnete.
- Citazioni e riferimenti: L'episodio viene brevemente mostrato nell'episodio Tradimento della terza stagione di Breaking Bad.

## The Creature from Plaque Lagoon
- Titolo originale: The Creature from Plaque Lagoon
- Diretto da: Ned Hastings
- Scritto da: Dave Willis e Matt Maiellaro

### Trama
Polpetta e Frullo cercano di catturare la fatina dei denti. Tuttavia, nel tentativo di catturarla, gli Aqua Teen perdono tutti i loro denti.
- Guest star: Tommy Blacha (Dr. Wongburger), Jon Schnepp (Gary).
- Nota: L'episodio è il sequel dell'episodio Dickesode della quarta stagione.

## Time Machine
- Titolo originale: Time Machine
- Diretto da: Dave Willis e Matt Maiellaro
- Scritto da: Dave Willis e Matt Maiellaro

### Trama
Fritto inventa una macchina del tempo, tuttavia la macchina è capace di teletrasportarlo esclusivamente a casa di Carl. Frullo va all'anno 8008 (in riferimento a "BOOB") e ruba i pantaloncini di Carl, una lampada e una sedia. Quindi torna nel 7734 per fargli scrivere "HELL" sottosopra e torna a casa sua. Fritto arriva all'anno 8009, dove sono presenti degli scarafaggi giganti che gridano "CARNE!" a lui. Si scopre che non sono nell'anno 8008 o 8009 e che l'8009 è solo un'altra parte della casa di Carl infestata da scarafaggi, che gli Aqua Teen trovano fastidiosi e che hanno sterminato. La casa viene distrutta e Polpetta viene ucciso nel processo.
- Altri interpreti: Shawn Coleman (scarafaggios alieno).

## 2-And-a-Half-Star Wars Out of Five
- Titolo originale: 2-And-a-Half-Star Wars Out of Five / Pink Man
- Diretto da: Dave Willis e Matt Maiellaro
- Scritto da: Dave Willis e Matt Maiellaro

### Trama
Una strana creatura di nome Drew si presenta nella casa degli Aqua Teen falciando il prato, nella speranza di farsi aiutare per far esplodere la luna e di stare assieme a loro. Col fallimento della sua "missione", Drew cerca di attirarli al telefono, quindi cucinando frittelle alla fragole. Dopo che tutti i tentativi di sbarazzarsi di lui falliscono, Fritto dice che lo aiuterà a far esplodere la luna, tuttavia lo bendano e gli sparano nel cuore. Gli Aqua Teen non riescono ad ucciderlo e Drew va al banco dei pegni per chiedere quanto potrebbe ottenere per i proiettili conficcati nel suo corpo. Fritto lo raggiunge e prima di ucciderlo, Drew si rivelerà essere un Wookiee rasato di nome Drewbacca (in riferimento a Chewbecca), il quale è stato irradiato dalla nave dei Wookiee. Successivamente, la luna esplode poiché i Lunamiani mettono Yoda, pensando fosse una rana toro, nel loro forno a microonde.
- Guest star: Scott Adsit (Drewbecca), Scott Fry (impiegato del negozio dei pegni).
- Nota: L'episodio è una parodia di Guerre Stellari.
- Citazioni e riferimenti: Nella televisione degli Aqua Teen viene trasmesso lo speciale Robot Chicken Star Wars.

## Fry Legs
- Titolo originale: Fry Legs
- Diretto da: Dave Willis e Matt Maiellaro
- Scritto da: Dave Willis e Matt Maiellaro

### Trama
Dopo essersi innamorato di una ragazza, Fritto inizia a comportarsi in modo strano. Quindi uccide il suo ragazzo e prende il suo corpo nel tentativo di conquistarla fino a quando non scopre che in realtà è un alieno simile a quelli di C.H.U.D..
- Guest star: Natasha Leggero (tecnico del computer), Matt Walsh (Ray).
- Altri interpreti: George Lowe (poliziotto).

## Der Inflatable Fuhrer
- Titolo originale: Der Inflatable Fuhrer
- Diretto da: Dave Willis e Matt Maiellaro
- Scritto da: Dave Willis e Matt Maiellaro

### Trama
Fritto accetta di sintetizzare un virus per un cliente losco, solo per essere pagato con un lavoro freelance; tuttavia, Fritto scopre che il suo cliente è un palloncino con le sembianze di Adolf Hitler.
- Guest star: Bill Hader (Palloncino Hitler).
- Altri interpreti: Jay Wade Edwards (assistente).

## Last Last One Forever and Ever
- Titolo originale: Last Last One Forever and Ever / Live Action
- Diretto da: Dave Willis e Matt Maiellaro
- Scritto da: Dave Willis e Matt Maiellaro

### Trama
Don Shake cerca di scrivere una sceneggiatura, mentre Polpetta e Carl cercano di dargli dei consigli. Il gruppo nota una fuga di gas, così scappano di casa.
- Guest star: David Long, Jr. (Carl), H. Jon Benjamin (Frullo), T-Pain (Fritto), Drake E. Stephens (ragazzo latino).
- Nota: L'episodio è stato girato in live action.